# Vamberecká krajka
Vamberecká krajka je varianta flanderského typu ručně paličkované textilie.
Za typickou se považuje tzv. vláčková krajka. Mimo vláčkových pocházejí z okolí Vamberka také tzv. nitěné (přezné), páskové, torchenské, varianty bruselské, valencienské krajky aj. 
Na začátku 20. století ovládala na Vamberecku více než polovina krajkářek techniku nitěných krajek, vláčkové krajky uměla zhotovit asi třetina a páskové krajky jen každá pátá krajkářka.

## Vláčková krajka
je mnohopárová krajka z jemné příze na tylové půdici (síti). Označení je odvozeno od „vláčení“ niti zprava doleva a obráceně při nahazování půdice. Podvinek je vypíchaný do sítě, vzor se u původní vláčkové krajky zpravidla paličkoval zpaměti, příp. bez podvinku, vyplňoval polohodem, kontura vzoru se zhotovovala z hrubší příze. K paličkování se používaly bavlněné, lněné a také kopřivové příze. Vláčkovým krajkám se dávaly přívlastky jako: kvítková, harfová, záclonková a mnoho jiných.

## Použití vamberecké krajky
Oděvní a bytové doplňky, lemovky ke krojům, dekorační předměty, luxusní oděvy aj.

## Krajkářství na Vamberecku
Nejstarší písemná zmínka o paličkované krajce na Vamberecku pochází z archivních pramenů z roku 1642 v souvislosti se šlechtičnou Grambovou, která se zasloužila o zavedení výroby krajek na základě belgických vzorů. Krajky se skoro výlučně vyráběly po domácku, jejich prodej obstarával faktor, později výrobky odebírali podomní obchodníci, kteří někdy krajkářům dodávali také přízi. Vamberecké krajky se prodávaly do celého tehdejšího Rakouska-Uherska. Byly považovány za jedny z nejlepších, jakost a věhlas krajek z oblasti Krušných hor však nikdy nedosáhly. (Rozsah výroby v saské části spolu s českou byl oproti Vamberecku asi trojnásobný).
Koncem 19. století nastal úpadek ručního krajkářství, především následkem tlaku konkurence strojní výroby krajek.
V roce 1889 byla ve Vamberku založena krajkářská škola, na které bylo v 1. polovině 20. století zapsáno ročně až 50 žákyň.
V dalších letech se pak prosadilo krajkářství jako umělecké řemeslo, vedle kterého se zde krajky zhotovují jen jako hobby. V polovině 19. století se krajkářství provozovalo ve 2000 domácnostech, na začátku 20. století se na Vamberecku živilo krajkářstvím asi 6000 lidí, během 2. světové války zde bylo registrováno asi 900 krajkářek a na konci 20. století se hlásilo k tomuto řemeslu cca 50, převážně amatérských krajkářek.
Od roku 1929 existuje ve Vamberku Muzeum krajky, ve kterém se mimo jiné nacházejí sbírky dochovaných originálních výrobků.
Ve 20. letech 20. století byla ve Vamberku v provozu také továrna na výrobu krajky až se 60 paličkovacími stroji. Z pozdější doby však o ní není nic známo.